# 班汉·西巴阿差
班汉·西巴阿差（泰語： 泰語發音：[banhǎːn sǐnláʔpàʔ aːt͡ɕʰaː]；RTGS：Banhan Sinlapa-acha；1932年8月19日—2016年4月23日），漢名马德祥，於1995年到1996年担任泰国总理。

## 生平

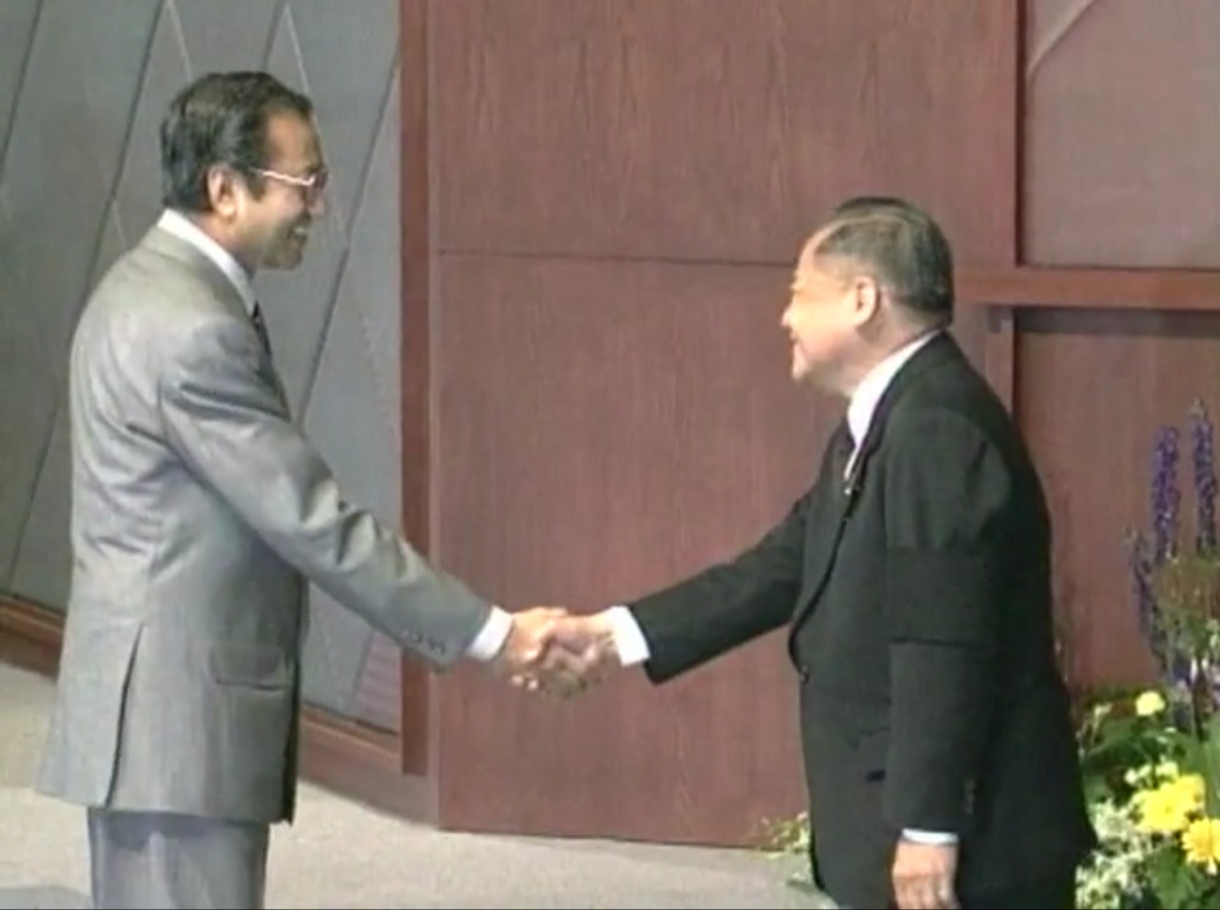
1996年3月1日，班汉在曼谷举行的第一届亚欧会议期间会见马来西亚首相马哈迪·莫哈末

班汉·西巴阿差1932年7月20日出生于素攀武里府一个中国商人家庭，中文名字马德祥（Tek Chiang Chaebe）。父亲马成金為中国广东省潮州人，经营布店生意。当日本帝国军队二战期间入侵泰国时，班汉从中学辍学，跟随他的哥哥经商，并成立了他自己的建筑公司——西猜联合公司。班汉的建筑公司在1960年代非常成功，当时获得许多大型基础设施项目工程，包括军事设施。他的生意让班汉成为一个亿万富翁。他除了拥有庞大的西猜联合公司和西猜化学公司外，还是京都水泥公司、大城人寿保险公司、纳提通建筑公司、拉差丹运输公司拥有大股份的股东。在商业上获得成功后，1976年他代表家乡素攀武里府参加议员竞选，并当选众议院议员。在从政后，他在兰甘亨大学完成他的大学教育，1986年毕业并获得法学士学位，后获得法律硕士 。
1974年10月他加入了巴曼·阿滴列山和差猜·春哈旺主导的保守党派泰国国民党，长期担任秘书长。1976年在社尼·巴莫领导的联合政府班汉担任工业部副部长，1980年至1983年任炳·廷素拉暖政府的农业部长。1981年他成为泰国国民党秘书长，由于他是金融家的身份，在党内积累了相当大的影响力，当地媒体曾戏称他为“Mr. (Mobile) ATM”(自动取款机先生)。他曾在多届内阁任职不同部门：1986年炳总理再次任命他为交通部长，1988年国家党赢得了选举、出任差猜政府的工业部长，1990年1月转任内政部长，12月调任财政部长直到1991年军事政变政府被推翻。
1992年4月，班汉在短暂的素金达政府里再次任交通和通讯部长。1994年5月班汉当选泰国国民党主席，成为反对党官方领袖。在班汉的领导下，泰国国民党在1995年7月赢得议会选举，他出任第21任泰国总理，因政府爆发众多的腐败丑闻而辞职 。他的短暂的但高度无能的政府被认为间接导致了1997年的经济危机。在国事访问期间，1996年10月在英国和英国女王伊丽莎白二世会面时，他错误地称她为“伊丽莎白·泰勒”，结果获得许多奚落和批评。
2008年1月21日，班汉宣布他的泰国国民党将加入人民力量党的联合政府，因而開罪軍方势力。12月2日，軍方操控的泰国宪法法院就2007年12月议会选举的所謂「贿选案」做出判决，強行解散执政联盟中的人民力量党（民力党）、泰国党和中庸民主党，上述政党的执行委员，5年内禁止参政。班汉被禁止参政5年後，国家党非执行董事成员立即成立了泰国国家发展党（Chartthaipattana Party），由班汉的弟弟春蓬·西巴阿差（Chumpol Silpa-archa）担任主席，春蓬在阿披实内阁任旅游和体育部长。班汉的儿子瓦拉瓦特（Warawut）是交通部副部长，女儿勘察娜（Kanchana）是教育部副部长。